# Мазаровичи
Мазаровичи — дворянский род.
Симоне ди Джованни (Семён Иванович) Мазарович, сын венецианского адмирала, с 1807 года по 1809 год находился в Черноморской дивизии на Средиземном море, позже служил врачом в Яссах при сенаторе В. И. Милашевиче, при командующем Дунайской армией (генерал-аншефе М. И. Голенищеве-Кутузове, затем при адмирале П. В. Чичагове), сопровождал миссию генерала А. П. Ермолова в Персию и затем, перейдя из Медицинской коллегии в Министерство иностранных дел, остался в Тегеране российским Императорским поверенным в делах (послом). 16 июля 1837 года, происходя из иностранцев, принявших присягу на подданство России, и находясь в чине статского советника, получил диплом на потомственное дворянское достоинство и герб за собственноручной подлинной подписью императора Николая I. Тульским губернским дворянским депутатским собранием внесён с детьми в дворянскую родословную книгу Тульской губернии («в 3-ю оной часть»).

## Описание герба
Щит пересечён. В первой, серебряной части, три растущих вокруг червлёных шестов хмельных стебля, увенчанные червлёною о шести лучах звездою. Во второй, лазоревой части, серебряный трёхмачтовый с распущенными парусами корабль.
Щит увенчан дворянскими шлемом и короною. Нашлемник: золотой лев, с червлёными глазами и языком. Намёт: справа — зелёный, с серебром, слева — лазоревый с серебром.